# Mario Valdemarin
Mario Valdemarin (Romans d'Isonzo, 30 dicembre 1926 – Roma, 12 dicembre 2023) è stato un attore italiano, attivo  principalmente in teatro, nel cinema e in televisione fra gli anni cinquanta e gli anni novanta. Fu anche un noto interprete di fotoromanzi.

## Biografia

### Origini e carriera
Da giovane con amici studenti si occupò di teatro e di cinema: spettacoli di prosa e film-documentari in 16mm. Prima della sua affermazione artistica  ebbe una certa notorietà come campione nella trasmissione televisiva di Mike Bongiorno Lascia o raddoppia?. 
Debuttò come attore al Politeama Rossetti, storica sede del Teatro stabile del Friuli Venezia Giulia, con I giorni della vita di William Saroyan con la regia di Franco Enriquez.
Per il cinema fu interprete di film di genere (peplum, b-movie, storici, thriller).
Apparve in diversi sceneggiati televisivi degli anni sessanta e settanta.
In teatro lavorò in molte rappresentazioni storiche messe in scena dal Piccolo Teatro di Milano diretto da Giorgio Strehler, come ad esempio, da Carlo Goldoni, Le baruffe chiozzotte e Arlecchino servitore di due padroni. Sempre per il Piccolo Teatro fu interprete, nel 1988, di Come tu mi vuoi, di Luigi Pirandello.
Fra gli altri suoi lavori per il teatro figurano: Lisistrata di Aristofane, Spettri di Henrik Ibsen, Morte di un commesso viaggiatore di Arthur Miller, La fiaccola sotto il moggio di Gabriele D'Annunzio (regia di Giancarlo Cobelli), Il racconto d'inverno di William Shakespeare, Mandragola di Niccolò Machiavelli, Veglia la mia casa, angelo da Tom Wolfe (regia di Luchino Visconti) e Un amore a Roma di Ercole Patti.

### Morte
Mario Valdemarin è morto poco prima di compiere 97 anni, il 12 dicembre 2023 a Roma, per complicazioni da Covid-19.

## Teatro
La carriera di Mario Valdemarin ha avuto il suo maggior sviluppo sul palcoscenico, tra le numerose apparizioni vengono ricordate con maggior successo le seguenti:
- Veglia la mia casa, Angelo di Tom Wolfe con la regia di Luchino Visconti
- Un amore a Roma di Ercole Patti con Valeria Moriconi e la regia di Luciano Lucignani
- Ciascuno a suo modo di Luigi Pirandello con la regia di Luigi Squarzina
- Il Giorno della civetta con Turi Ferro di Leonardo Sciascia
- Le baruffe chiozzotte di Carlo Goldoni con la regia di Giorgio Strehler
- Giro d'Italia di Codignola con la regia di Mario Missiroli
- Arlecchino servitore di due padroni di Carlo Goldoni con la regia di Giorgio Strehler
- Sogno di una notte di mezza estate nel ruolo di Oberon di William Shakespeare
- Off limits di Arthur Adamov con la regia di Klaus Michael Grüber
- L'amica delle mogli di Luigi Pirandello con la Compagnia dei giovani diretta da Romolo Valli con la regia di Giorgio De Lullo
- Il gran cerimoniale di Fernando Arrabal con la regia di Nino Mangano
- L'ingranaggio di Sartre
- Canicola di Rosso di San Secondo
- Maria Stuarda di Schiller
- Dieci giorni senza fare niente di Mazzucco con la regia di Michele Mirabella
- Rosa di Andrew Davies insieme a Carla Gravina con la regia di Mario Monicelli
- Lisistrata di Aristofane con la regia di Ida Bassignano assistente alla regia di Luca Ronconi tra gli anni 70' e 80'
- Spettri di Henrik Ibsen
- La fiaccola sotto il moggio di Gabriele D'Annunzio con la regia di Giancarlo Cobelli
- La Venexiana con la regia di Maurizio Scaparro
- Racconto d'inverno di William Shakespeare con la regia di Pietro Carriglio
- Mandragola di Nicolò Machiavelli con Luca Zingaretti
- Come tu mi vuoi di Luigi Pirandello con la Regia di Giorgio Strehler
- Anna Christie di Eugene O'Neill
- La locandiera di Carlo Goldoni con la regia di Pietro Carriglio
- Lunga notte di Medea di Corrado Alvaro
- Elettra e Clitennestra di Franco Mannino con la regia di Luciano Lucignani
- Caterina di Heilbronn di Heinrich von Kleist con la regia di Cesare Lievi

## Filmografia

### Cinema
- Nata di marzo, regia di Antonio Pietrangeli (1958)
- La grande guerra, regia di Mario Monicelli (1959)
- Vacanze d'inverno, regia di Camillo Mastrocinque (1959)
- Arrangiatevi, regia di Mauro Bolognini (1959)
- Il carro armato dell'8 settembre, regia di Gianni Puccini (1960)
- Le ambiziose, regia di Antonio Amendola (1961)
- Ercole alla conquista di Atlantide, regia di Vittorio Cottafavi (1961)
- Una spada nell'ombra, regia di Luigi Capuano (1961)
- Rocco e le sorelle, regia di Giorgio Simonelli (1961)
- La leggenda di Fra Diavolo, regia di Leopoldo Savona (1962)
- Sandokan, la tigre di Mompracem, regia di Umberto Lenzi (1963)
- Le conseguenze, regia di Sergio Capogna (1964)
- Delitto allo specchio, regia di Jean Josipovici (1964)
- Berlino: appuntamento per le spie, regia di Vittorio Sala (1965)
- Io, io, io... e gli altri, regia di Alessandro Blasetti (1966)
- Per un dollaro di gloria, regia di Fernando Cerchio (1966)
- A.A.A. Massaggiatrice bella presenza offresi..., regia di Demofilo Fidani (1972)
- L'illazione, regia di Lelio Luttazzi (1972)
- 24 ore... non un minuto di più, regia di Franco Bottari (1973)
- Commissariato di notturna, regia di Guido Leoni (1974)
- La città dell'ultima paura, regia di Carlo Ausino (1975)
- Tre sotto il lenzuolo, regia di Michele Massimo Tarantini e Domenico Paolella (1979)
- Prima della lunga notte (L'ebreo fascista), regia di Franco Molè (1980)
- La fine della notte, regia di Davide Ferrario (1989)

### Televisione
- Il vicario di Wakefield 1959 con la regia di Guglielmo Morandi
- Papà grandet 1963 con la regia di Alessandro Brissoni
- Biblioteca di Studio Uno (1964, serie televisiva, episodio: Il fornaretto di Venezia)
- Il Leone di San Marco, (1969, miniserie televisiva)
- Il triangolo rosso, regia di Ruggero Deodato e Mario Maffei – serie TV seconda stagione - V episodio (1969)
- L'amica delle mogli di Luigi Pirandello, regia di Giorgio De Lullo (1970, 21 aprile R.A.I.)
- ...e le stelle stanno a guardare, regia di Anton Giulio Majano - serie TV in 9 episodi (1971)
- All'ultimo minuto (1973, episodio Il bambino scomparso)
- Una pistola nel cassetto (1974, miniserie televisiva)
- La contessa Lara (1975, miniserie televisiva)
- Chi?, spettacolo abbinato alla Lotteria Italia (1976)
- Extra (1976, miniserie televisiva)
- Costanza di Somerset Maugham, regia di Carlo Lodovici (11 giugno 1976)
- La gatta (1978, miniserie televisiva)
- Accadde a Zurigo (1981, miniserie televisiva)
- Il fascino dell'insolito - serie TV, episodio 2x01 (1981)
- Don Tonino - serie TV, episodio 2x04 (1990)